# Балмашов, Николай Иванович
Николай Иванович Балмашёв (18 июля 1905; РСФСР, СССР, Российская империя, Пермская губерния, деревня Любимово — 1992; ?) — бригадир тракторной бригады Пермской МТС Верхне-Муллинского района Молотовской области РСФСР. Герой Социалистического Труда.

## Биография
Николай родился в 1905 году в Пермской губернии (д. Любимово).
С 1930 года работал в колхозе «За оборону». Окончил курсы при Пермской машинно-тракторной станции.
Тракторист, в годы войны был бригадиром тракторной бригады. За получение высоких урожаев награждён званием Героя Социалистического Труда и двумя Орденами Ленина. Ушёл из жизни в 1992-м году.

## Награды и звания
- Герой Социалистического Труда (1947)
- Орден Ленина (1947)
- Орден Ленина (1948)
- Золотая медаль «Серп и Молот»